# Tocirea
Tocirea este un film românesc din 1984 regizat de Radu Igazsag.